# Société du Mystère
Société du Mystère is een fictieve benaming voor de artistieke kring van surrealistische kunstenaars rond de kunstschilder René Magritte.  
De benaming werd voor het eerst gebruikt in 1965 door Patrick Waldberg in zijn boek "René Magritte".
Deze "Société du Mystère" was geen geheim genootschap, eerder een besloten vriendengroep op basis van gemeenschappelijke smaak, gezindheid, bezorgdheden en intelligentie, die open stond voor nieuwe leden.
In werkelijkheid was Paul Nougé de spil en bezieler van de groep.
De "Société du Mystère" hield in de jaren '20 en '30 wekelijkse bijeenkomsten op zondag, omdat alle leden nog in loondienst werkten. Dit gebeurde  doorgaans bij René en Georgette Magritte thuis, althans in de periode dat ze in België verbleven. Op deze bijeenkomsten werden onder andere de titels voor de werken van Magritte besproken en verzonnen.

## Ontstaan
Het ontstaan van de groep wordt gelinkt aan de uitgifte van het surrealistische tijdschrift "Correspondance" in november 1924, algemeen erkend als de start van het surrealisme in België. Dit tijdschrift, in feite een opeenvolging van traktaten, was bij aanvang het initiatief van een beperkte geheime groep van Paul Nougé bestaande uit hem zelf, Marcel Lecomte en Camille Goemans, als reactie op het tijdschrift 7 Arts dat zicht laatdunkend opstelde tegenover het surrealisme. Het eerste nummer kan gezien worden als een parodie op 7 Arts.
Deze groep werd al vlug uitgebreid met René Magritte zelf, die zich geleidelijk had losgemaakt van 7 Arts, André Souris, Louis Scutenaire, E.L.T. Mesens en na de "Slag van het Casino van Sint-Joost-ten-Node", tevens met Marc. Eemans en Irène Hamoir.
Het tijdschrift "Marie" van E.L.T. Mesens uit 1926, in feite opnieuw een reeks van dit keer 3 traktaten, was de officiële start van de Brusselse surrealistische groep.
Later werd ook Marcel Mariën een vast lid van de groep Ook Jane Graverol en Paul Colinet zouden in de jaren '30, naast anderen, toetreden.
In 1930 werd Marc. Eemans wegens zijn afwijkende opvattingen rond het surrealisme definitief uit de groep gezet, gelijktijdig met Camille Goemans na zijn Parijs debacle.
Camille Goemans zou later opnieuw aansluiting vinden. In 1936 werd André Souris uitgesloten wegens een hommage aan Henry Le Bœuf, directeur van het Paleis voor Schone Kunsten in Brussel. 